# Spazio G di Busemann
In matematica, uno spazio G di Busemann è un tipo di spazio metrico descritto per la prima volta da Herbert Busemann nel 1942.
Se {\displaystyle (X,d)} è uno spazio metrico tale che
1. per ogni due distinti {\displaystyle x,y\in X} esiste {\displaystyle z\in X-\{x,y\}} tale che {\displaystyle d(x,z)+d(y,z)=d(x,z)} (Convessità di Menger)
2. ogni insieme {\displaystyle d}-limitato di cardinalità infinita possiede punti di accumulazione
3. per ogni {\displaystyle w\in X} esiste {\displaystyle \rho _{w}} tale che per tutti i punti distinti {\displaystyle x,y\in B(w,\rho _{w})} esiste {\displaystyle z\in (b(w,\rho _{w})-\{x,y\})^{\circ }} tale che {\displaystyle d(x,z)+d(y,z)=d(x,z)} (le geodetiche sono estendibili localmente)
4. per tutti i punti distinti {\displaystyle x,y\in X}, se {\displaystyle u,v\in X} tale che {\displaystyle d(x,u)+d(y,u)=d(x,u)}, {\displaystyle d(x,v)+d(y,v)=d(x,v)} e {\displaystyle d(y,u)=d(y,v)} (le estensioni geodetiche sono uniche).

allora si dice che X è uno spazio G di Busemann. Ogni spazio G di Busemann è uno spazio omogeneo.
La congettura di Busemann afferma che ogni spazio G di Busemann è una varietà topologica. È un caso speciale della congettura di Bing-Borsuk. La congettura di Busemann è nota per essere vera per le dimensioni da 1 a 4.